# Nyctibates corrugatus
Nyctibates corrugatus is een kikker uit de familie Arthroleptidae (vroeger: echte kikkers).
De soort werd voor het eerst wetenschappelijk beschreven door George Albert Boulenger in 1904. De wetenschappelijke naam Astylosternus corrugatus is in het verleden ook wel gebruikt. De kikker wordt tot de onderfamilie Astylosterninae gerekend, en is de enige soort uit het geslacht Nyctibates.
Nyctibates corrugatus komt voor in delen van Afrika en leeft in de landen Equatoriaal-Guinea, Kameroen en Nigeria. Het is een algemeen voorkomende soort, de habitat bestaat uit laaggelegen beboste gebieden.
Astylosternus ·
Leptodactylodon ·
Nyctibates ·
Scotobleps ·
Trichobatrachus